# Domfelsen

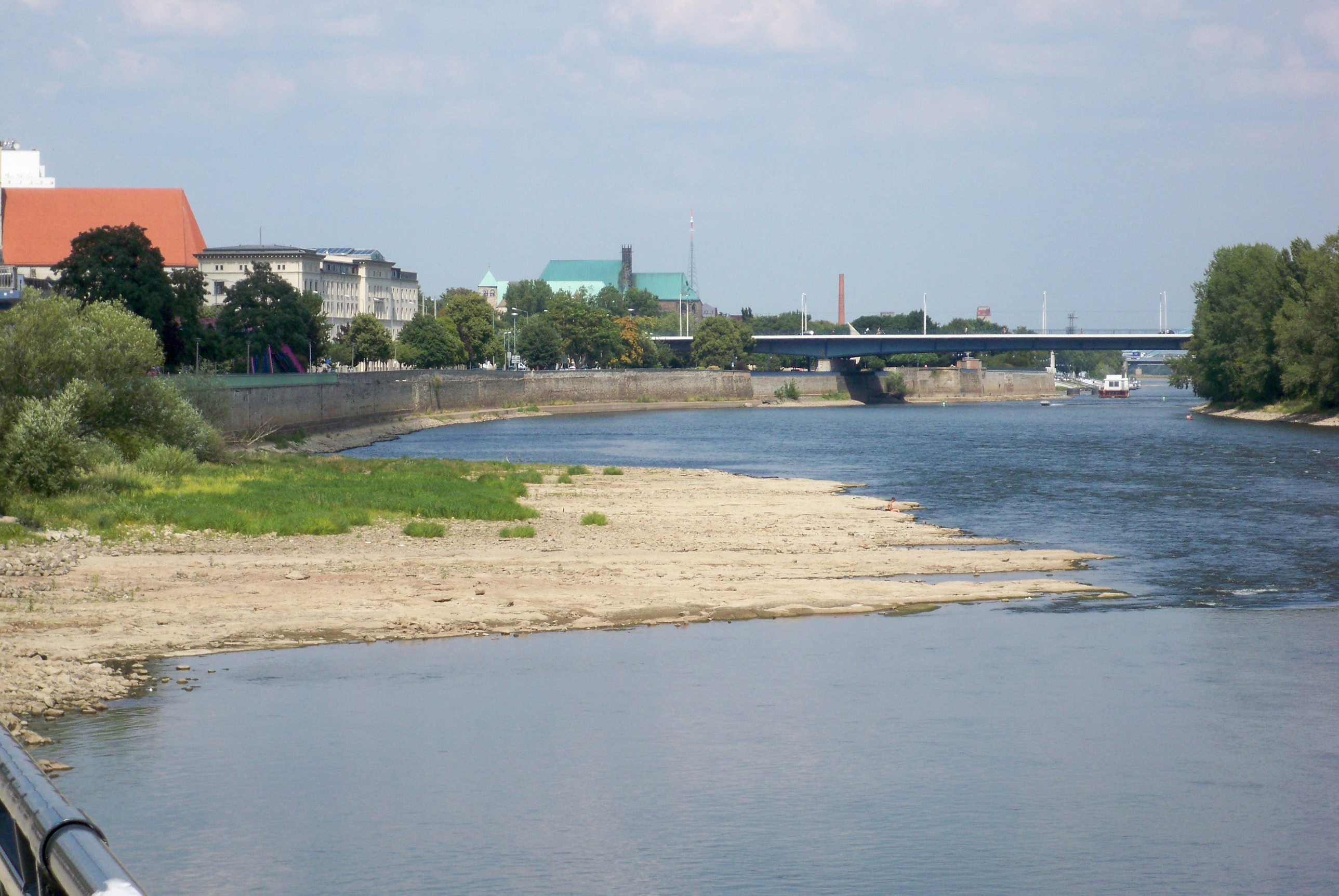
Freiliegender Domfelsen, Blick elbabwärts nach Norden

Der Domfelsen ist ein Felsrücken, der in Höhe des Magdeburger Doms die Elbe kreuzt. Im Fluss entsteht eine Stromschnelle, die die Schifffahrt behindert. Der Domfelsen wurde wahrscheinlich im 19. Jahrhundert durch Sohlerosion freigelegt.

## Geographie und Geologie
Bei Magdeburg verläuft die Elbe am Westrand eines Urstromtals; oberhalb einer Geländestufe grenzt die Magdeburger Innenstadt in hochwassersicherer Lage an. Der Domfelsen liegt zwischen Elbe-Kilometer 325,6 und 326,2 etwa 200 Meter vom Magdeburger Dom entfernt. In der etwa 140 Meter breiten Elbe fällt bei Niedrigwasser am linken, westlichen Ufer eine rund 300 Meter lange und circa 50 Meter breite Felsfläche trocken, die vom Ufer aus über eine Treppe mit Sitzgelegenheiten zugänglich ist. Direkt neben dem Domfelsen liegt das Alte Leipziger Tor.
Der Domfelsen besteht vor allem aus Sandstein und Schluffstein. Das Gestein stammt aus dem Rotliegend und damit aus dem Unteren Perm. In Magdeburg steht südlich einer Linie vom Kleiner Werder an der Mündung der Zollelbe in den Hauptstrom bis nordwestlich von Diesdorf verbreitet Rotliegend an; allerdings ist es andernorts von wenigen Meter mächtigen Ablagerungen aus dem Tertiär (vor allem Grünsand) und dem Quartär überdeckt. Die Oberfläche des Rotliegend fällt bei Unebenheiten im Meterbereich generell nach Osten ab. Das Rotliegend ist Teil der Flechtingen-Roßlauer Scholle, die 35 Kilometer westnordwestlich von Magdeburg den Flechtinger Höhenzug aufbaut.
Der Domfelsen ist als Geotop (Nr. 3835/5) ausgewiesen.
Flussabwärts des Domfelsens stehen im Magdeburger Stadtgebiet an zwei weiteren Stellen Felsen in der Elbe an, die allerdings nicht bei Niedrigwasser sichtbar werden. Zum einen an der Strombrücke (Elbe-Kilometer 326,4 bis 327,0), zum anderen an der Herrenkrug-Eisenbahnbrücke.(Elbe-km 329,1 bis 329,8). Während der Felsen an der Strombrücke ebenfalls aus Rotliegend besteht, steht am Herrenkrug Grauwacke aus dem Karbon an.

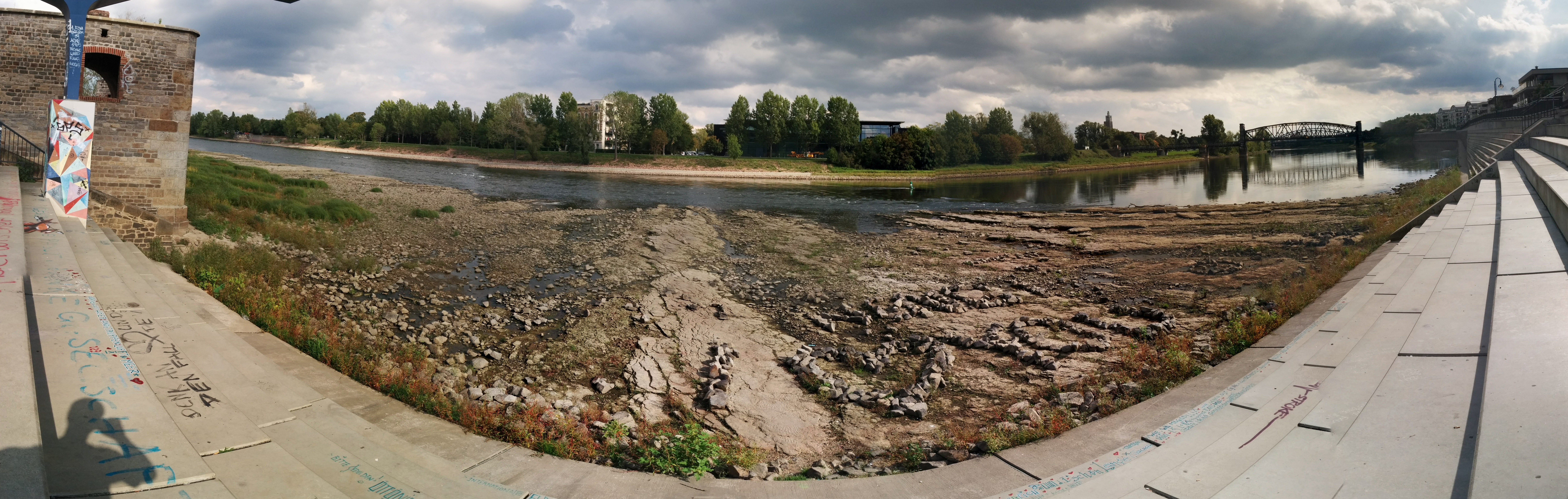
Panorama des Domfelsens bei Niedrigwasser

## Stromschnelle und Schifffahrt

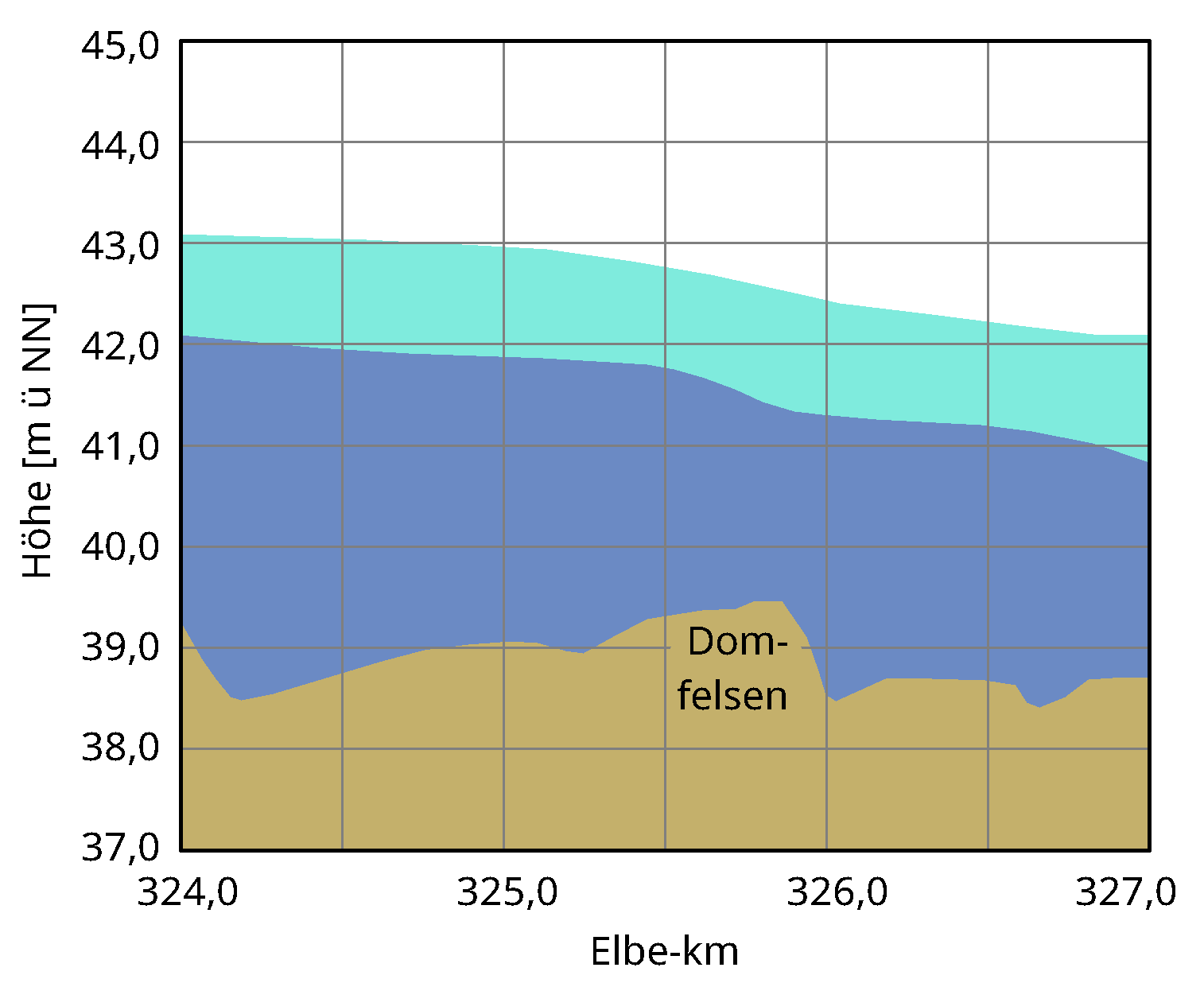
Längsprofil der Elbe am Domfelsen mit Wasserspiegellagen bei Abflüssen von 230 und 534 m³/s

Im Verlauf der Elbe entstehen durch den Domfelsen und den Herrenkrugfelsen Stromschnellen. Ohne äußere Einflüsse würde ein Fließgewässer durch Erosion und Sedimentation, durch den Transport von Geschiebe und Schwebstoffen ein Längsprofil mit einem von der Quelle zur Mündung stetig abnehmenden Gefälle ausbilden. Eine nicht erodierbare Felsschwelle stört diese Vorgänge. Oberhalb des Felsen kommt es zu Sedimentation; unterhalb hat die höhere Strömungsgeschwindigkeit verstärkte Erosion zur Folge.
Nach Angaben von 2010 beträgt das Wasserspiegelgefälle für die gesamte 4,2 Kilometer lange Magdeburger Felsstrecke im Mittel 0,40 Promille, im Abschnitt zwischen Domfelsen und Strombrücke sogar 0,64 Promille. In den Flussabschnitten oberhalb von Magdeburg bis Barby und unterhalb bis Tangermünde fällt der Wasserspiegel mit 0,18 Promille. Auch die Fließgeschwindigkeit ist in der Felsstrecke erhöht, angegeben werden 0,7 Meter pro Sekunde bei mittlerem Niedrigwasser und 2,2 Meter pro Sekunde bei Mittelwasser.
Für die Elbschifffahrt war und ist die Magdeburger Stadtstrecke ein schwierig zu passierender Flussabschnitt. Im 19. Jahrhundert behinderten auch zahlreiche Schiffsmühlen, enge Brückendurchfahrten und Einengungen des Gewässers durch Bauten wie die Zitadelle der Magdeburger Festung den Schiffsverkehr. 1866 nahm die Kettenschifffahrt auf der Elbe ihren Ausgang in Magdeburg. Bei der noch nach dem Zweiten Weltkrieg üblichen Schleppschifffahrt mit Seitenradschleppern wurden die Schleppzüge für die Fahrt durch die Stadt geteilt und von speziellen Brückendampfern befördert. In der Zeit der DDR hatte die tschechoslowakische Staatsreederei in Magdeburg einen Motorschlepper stationiert, der Bergfahrern vorgespannt wurde.
Im Bereich des Domfelsens beträgt die Fahrrinnenbreite 35 Meter statt der sonst üblichen 50 Meter. Für die Berufsschifffahrt ist das Begegnen an dieser Stelle nicht erlaubt; der Verkehr wird heute zwischen Sternbrücke und der Mündung der Zollelbe über Ampeln mit zentraler Kameraüberwachung geregelt.

## Geschichte

### Siedlungsgeschichte

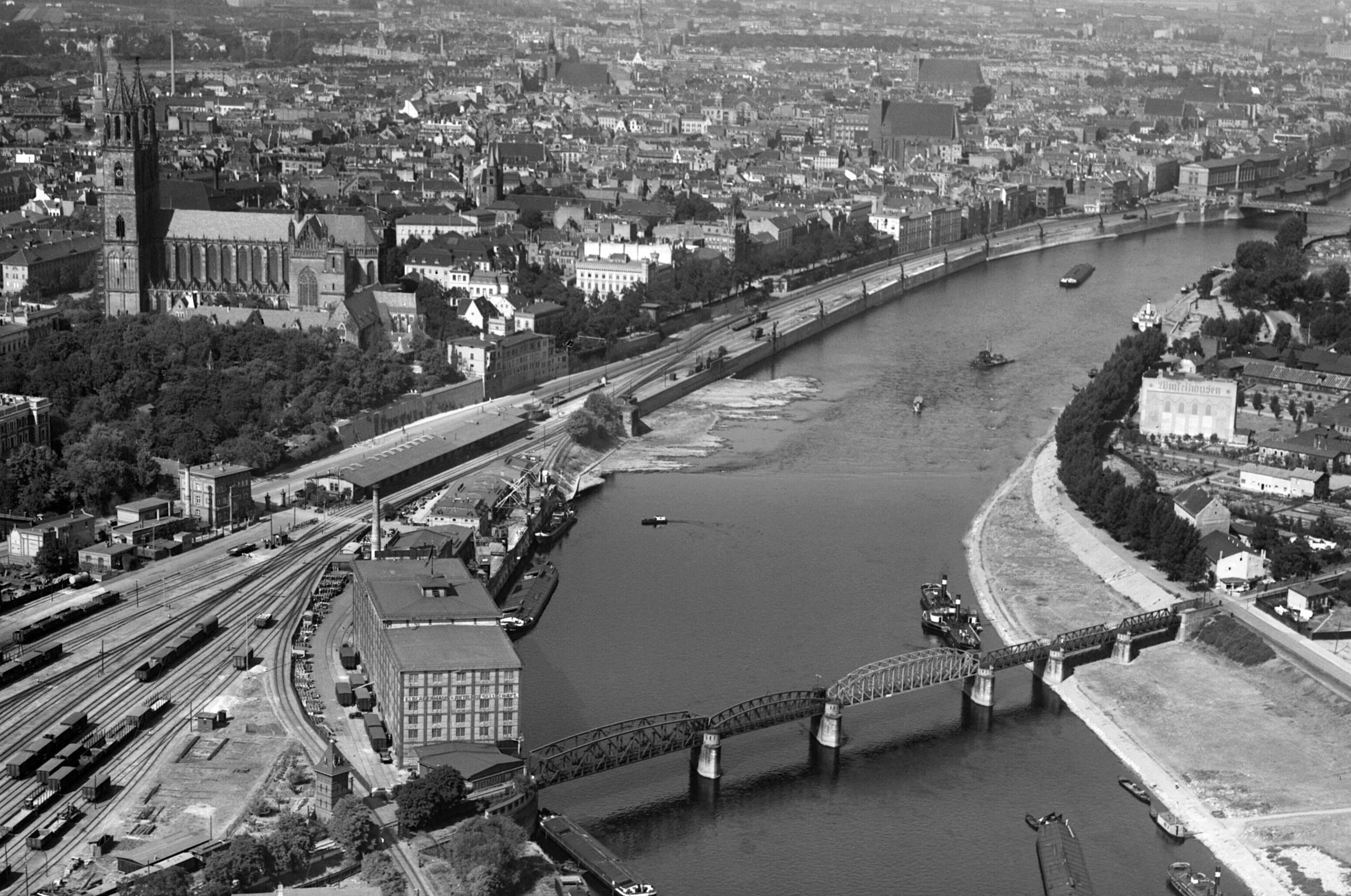
Domfelsen mit Dom und Hubbrücke (1929)

Das Umfeld des heutigen Doms war in der späten Bronzezeit (1250 bis 750 v. u. Z.) besiedelt, was durch zahlreiche archäologische Funde belegt ist. Damals wurden in Mitteleuropa markante Anhöhen häufig besiedelt; sie boten Schutz vor Feinden und Hochwasser. Als weiterer Vorzug der Siedlungsstelle wird ein zu vermutender Flussübergang oberhalb des Domfelsens genannt. An dem möglichen Flussübergang lag spätestens seit karolingischer Zeit eine Siedlung, die 805 erstmals schriftlich erwähnt wurde. Laut Hansjörg Küster staut der Domfelsen die Elbe auf, weshalb sie sich in mehrere Stromarme aufspalte. Dadurch hätten gute Möglichkeiten zur Querung des Flusses, anfänglich durch Furten, später durch Brücken bestanden.
Lange wurde kontrovers diskutiert, ob der Magdeburger Dom direkt auf dem Domfelsen gegründet wurde und damit der Felsen ausschlaggebend für den Standort des Doms war. Zwischen 2006 und 2010 wurden im Dom geologische Untersuchungen durchgeführt, die aufzeigten, dass der Dom nicht auf dem Felsen, sondern überwiegend auf tertiären Grünsand gegründet worden ist. Die Lage des Doms wurde mit großer Wahrscheinlichkeit bestimmt durch frühe Ansiedlungen und deren Befestigung sowie durch die Topographie, insbesondere durch zur Elbe führende tiefe Einschnitte, die heute überschüttet sind.

### Flussgeschichte
Neuere Forschungen zur Flussgeschichte der Elbe lassen es zweifelhaft erscheinen, dass der Domfelsen oder eine oberhalb gelegene Furt Einfluss auf die Lage der Siedlung hatten, aus der das heutige Magdeburg entstand. Im frühen Mittelalter lag der Wasserspiegel der Elbe bei gleichen Abflüssen mindestens zwei Meter höher als heute, so dass der Domfelsen vermutlich noch von Sedimenten überdeckt war. Erst später, wahrscheinlich im 19. Jahrhundert, wurde der Felsen durch Sohlerosion freigelegt. Zudem war der heutige Lauf der Elbe noch bis in die Neuzeit ein Nebenarm des Flusses, der durch Maßnahmen wie den Bau des Cracauer Wehres 1684/86 zum Hauptarm wurde. Auch die Existenz einer Furt wird als unwahrscheinlich eingestuft, wahrscheinlicher sei ein Transport mit Fährschiffen. Die Untersuchungen zur Flussgeschichte gehörten zu einem Projekt zur Ermittlung historischer Abflussdaten für den seit 1727 bestehenden Pegel Magdeburg-Strombrücke. Für diesen Pegel liegt die längste kontinuierlich dokumentierte Wasserstandsreihe Deutschlands vor.
Die Sohlerosion, durch die Magdeburger Felsen in der Elbe freigelegt wurden, wurde überwiegend, aber nicht ausschließlich durch menschliche Eingriffe in den Flusslauf ausgelöst. Den größten Anteil dürften Durchstiche haben, die unterhalb von Magdeburg zwischen Rothensee und Lostau von 1740 bis 1789 durchgeführt wurden. Durch den Wegfall von drei Mäandern verkürzte sich der Flusslauf um 11,3 Kilometer, was oberhalb einen sofortigen Wasserspiegelabfall zur Folge hatte, der sich durch rückschreitende Erosion flussaufwärts bis in die Magdeburger Stadtstrecke ausbreitete. Auch mehrere Flussregulierungen zwischen der Mitte des 19. und der Mitte des 20. Jahrhunderts haben zur Sohlerosion beigetragen. Dabei wurden überwiegend Buhnen gebaut, die den Abflussquerschnitt einengten und eine größere Wassertiefe in der Fahrrinne bewirken sollten. Seit 1964 ist die Erosion im Bereich von Magdeburg zurückgegangen.

### Ausbaumaßnahmen
Zwischen 1874 und 1876 wurden am Felsen bei der Strombrücke durch Sprengung Felsspitzen beseitigt. Ähnliche Arbeiten wurden 1887 am Domfelsen im Bereich der Fahrrinne vorgenommen. In der Zeit des Nationalsozialismus sollte durch den Bau einer Staustufe mit der Doppelschleuse Magdeburg-Neustadt der Felsabschnitt überstaut werden. Die 1937 aufgenommenen Bauarbeiten wurden im Zweiten Weltkrieg eingestellt und nicht wieder aufgenommen. In den 1950er Jahren wurden unterhalb der Herrenkrugbrücke Sohlschwellen eingebaut, um die Sohlerosion in diesem Bereich zu stoppen. 1963 und 1964 wurden im Bereich der Fahrrinne am Domfelsen Felsspitzen um rund 10 Zentimeter abgemeißelt, um einen größeren Tiefgang für die Schifffahrt zu ermöglichen.

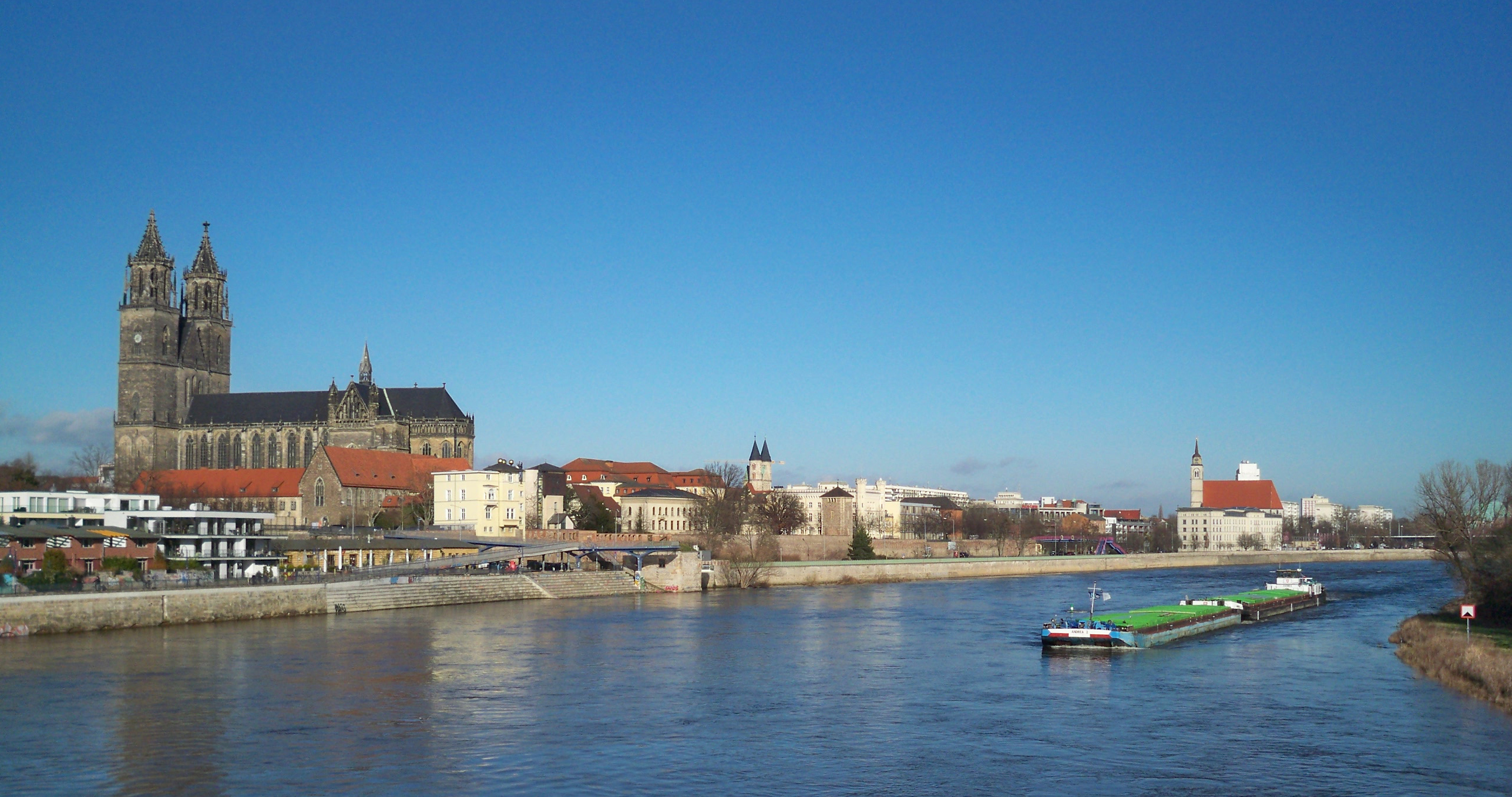
Dom und überfluteter Domfelsen bei höherem Wasserstand – die Schifffahrt passiert die Felsplatte östlich

Der Bundesverkehrswegeplan 1992 sah einen Ausbau der Elbe vor. 2000 wurde ein Planfeststellungsverfahren für die Stadtstrecke Magdeburg eingeleitet. Für den Abschnitt am Domfelsen war vorgesehen, die Fahrrinne von 35 auf 50 Meter zu verbreitern; auch am Herrenkrugfelsen waren Anpassungen vorgesehen. Am zeitweise sichtbaren Teil des Domfelsens waren keine Veränderungen geplant. Durch die Maßnahmen sollte die Fließgeschwindigkeit herabgesetzt und eventuell ein Begegnungsverkehr ermöglicht werden. Laut Modellversuchen war eine Wasserspiegelabsenkung von bis zu 28 Zentimeter bei Niedrigwasser zu erwarten, die sich flussaufwärts bis zum Abzweig der Alten Elbe bemerkbar gemacht hätte. Gegen die Pläne gab es fachliche Einwände. Es bildete sich die Bürgerinitiative Pro Elbe, die eine verstärkte Sohlerosion flussaufwärts bis zur Saalemündung mit Auswirkungen auf den Erhalt von Flussauen und artenreichen Feuchtgebieten befürchtete. Nach dem Elbhochwasser 2002 wurden die Pläne nicht weiterverfolgt. Der Umweltschützer Ernst Paul Dörfler konstatierte 2019, die nachfolgende stark rückläufige Entwicklung des Schiffsverkehrs zeige auf, dass die Engstelle kein Problem sei.

## Vegetation
Der Domfelsen ist großenteils ein nur sporadisch während seines Trockenfallens von Pflanzen besiedeltes Habitat, bei dem sich Episoden der Primärbesiedelung durch Ruderalpflanzen gelegentlich wiederholen. Gehölze und mehrjährige krautige Pflanzen haben sich in Ufernähe angesiedelt. Die Vegetation kann sich vor allem in Mulden und Vertiefungen der Sandsteinplatte etablieren. Stromwärts finden sich Röhrichte. Typisch sind kurzlebige Zweizahn-Uferfluren und Flutrasen. Das Vorkommen verwilderter Nutzpflanzen wird auf den Eintrag von Samen aus Abwässern und Abfällen zurückgeführt, das Auftreten von Gehölzsämlingen wird stark von der Zusammensetzung des Uferbewuchses bestimmt.